# 蒂尼瓜國家自然公園

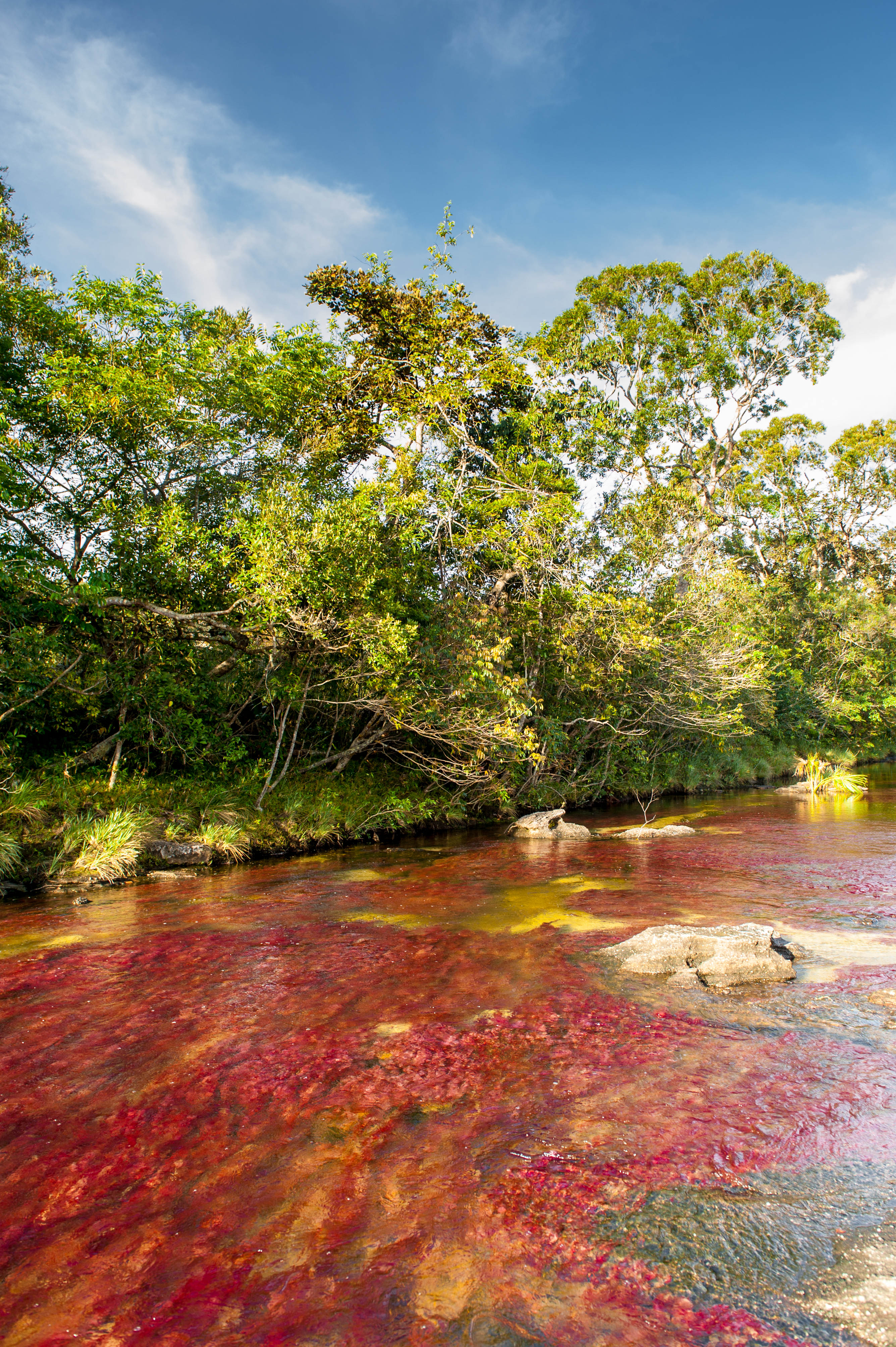

蒂尼瓜國家自然公園（西班牙語：Parque nacional natural Tinigua），是哥倫比亞的國家公園，位於該國東南部梅塔省，處於馬卡雷納山脈和哥倫比亞東部山脈之間，成立於1989年，面積2,019平方公里。